# Škoda Vision 7S
Škoda Vision 7S este un concept de SUV complet electric, care este de așteptat să includă noul limbaj de design Modern Solid al Škoda, care urmează să fie adoptat de toate modelele sale viitoare de producție.
Škoda a prezentat inițial conceptul pe 22 martie 2022 cu o imagine neclară a exteriorului, și pe 15 iulie 2022 cu o schiță a interiorului, și a arătat interiorul pe 16 august 2022 și din nou exteriorul pe 23 august 2022.
Pe 30 august 2022, Škoda a dezvăluit conceptul, care se pretinde a fi un înlocuitor electric pentru modelul Kodiaq, cu o autonomie de 370 de mile.